# إطالة تعويضية
الإطالة التعويضية في علم الأصوات واللغويات التاريخية هي إطالة صوت العلة بسبب فقدان صامت (حرف ساكن) تالٍ له، عادةً في نفس المقطع اللفظي، أو فقدان صوت علة في مقطع لفظي مجاور. ويمكن اعتبار الإطالة الناتجة عن فقدان الصامت شكلاً متطرفًا من أشكال الاندماج اللفظي، وقد ينشأ كلا النوعين من محاولات المتحدث الحفاظ على عدد وحدات المُورا الموجودة بدئيًّا.

## أمثلة

### اللغة الإنجليزية
أحد الأمثلة من تاريخ اللغة الإنجليزية هو إطالة أصوات العلة التي نشأت عندما فقدت اللغة صوت الخاء ‎/x/‏ (الساكن الطبقي الاحتكاكي المهموس) والألوفون الحنكي البديل لها ‎[ç]‏. فعلى سبيل المثال كانت كلمة night "ليل" في اللغة الإنجليزية الوسطى زمنتشوسر تُنطق نِخْت ‎/nixt/‏ ولاحقًا بعد فقدان الخاء حدثت إطالة تعويضية للياء من ‎/i/‏ إلى ‎/iː/‏ فأصبحت تنطق نِيت ‎/niːt/‏ (وفي وقت لاحق تحولت الياء الطويلة ‎/iː/‏ إلى مزدوج صوتي ‎/aɪ/‏ فأصبحت تنطق نايت).

### اللغة المالطية
تحوّلت أصوات الغين والعين والهاء العربية إلى أصوات علة في اللغة المالطية خلال الفترة ما بين القرن الثامن عشر إلى القرن العشرين (باستثناء وضع آخر الكلمة حيث تم دمجها بشكل عام مع صوت الحاء). في التهجئة يستمر تمثيل هذه الحروف، بالحروف اللاتينية: għ بدلًا من الغين والعين القديمتين و h بدلًا من الهاء التاريخية. وتؤدي هذه الصوامت المتحوِّلة لصوائت إلى إطالة أصوات العلة القصيرة المجاورة، أي السابقة والتالية لها. فعلى سبيل المثال تُنطق كلمة jagħmel وأصلها "يعمل": يامِل ‎[ˈjaː.mɛl]‏، وتنطق كلمة jitgħallem "يتعلم": يِتالِّم ‎[jɪˈtaːl.lɛm]‏.